# 830
Évszázadok: 8. század – 9. század – 10. század
Évtizedek: 780-as évek – 790-es évek – 800-as évek – 810-es évek – 820-as évek – 830-as évek – 840-es évek – 850-es évek – 860-as évek – 870-es évek – 880-as évek
Évek: 825 – 826 – 827 – 828 –  829 – 830 – 831 – 832 – 833 – 834 – 835

## Események

### Bizánci Birodalom
- A 16 éves Teophilosz bizánci császár udvarába hívatja a birodalom nemesi származású hajadonjait és kiválasztja közülük feleségét, az örmény Theodórát.
- Szicíliában a Minea várába beszorított arabok utánpótlást kapnak Andalúziából és megtörik az ostromot; a bizánci vezér, Theodotosz Enna városába húzódik vissza. A muszlimok táborában járvány tör ki és meghal az andalúziak vezetője, Aszbah ibn Vakil is. Theodotosz rájuk támad és nagy veszteségeket okoz a soraikban, de a csatában őt is megölik.
- Az előző évi bizánci császárváltással járó zűrzavart kihasználva al-Mamún kalifa betör Anatóliába és elfoglal négy erődöt.
- Teophilosz császár kazár segítséggel megépítteti a Donnál Szarkel erődjét a magyarok ellen (ez a magyarok első írásos említése).

### Európa
- Jámbor Lajos frank császár Bretagne-ba vezet hadjáratot; eközben három fia, Lothár, Aquitániai Pippin és Német Lajos fellázad ellene az örökösödési rendelet módosítása miatt. A hazatérő császárt Pippin Compiègne-ben őrizetbe veszi és második feleségét, Welf Juditot is letartóztatják. A császárné bizalmasa, Septimaniai Bernard Barcelonába menekül. Az Itáliából érkező Lothár ezt követően csatlakozik testvéreihez.
- I. Sico beneventói herceg ostrom alá veszi Nápolyt és bár a várost nem tudja elfoglalni egy falakon kívüli templomból elrabolja Szent Januarius ereklyéit.
- Először említik I. Mojmirt, a Nagy-Moráviát megalapító szláv fejedelmet.
- Vlasztimir fejedelem (a Vlastimirović-dinasztia alapítója) kerül a szerbek élére (hozzávetőleges időpont).
- Mercia előző évben elűzött királya, Wiglaf visszaszerzi trónját a hódító wessexiektől.

### Ázsia
- Az indonéziai Belitung szigeténél elsüllyed egy Kínából árut szállító arab dau. Az 1998-ban feltárt hajóroncsban mintegy 60 ezer kínai tárgyat találnak, a legnagyobb ismert, Kínán kívüli, Tang-korabeli kincsleletet (hozzávetőleges időpont).

## Születések
- Al-Dzsunajd, szúfi szent
- Pármai Engelberga, II. Lajos frank császár felesége
- Kókó, japán császár
- Szent Naum, bolgár hittérítő
- Erős Róbert, a Capeting-dinasztia őse
- Rimbert, hamburg-brémai érsek

## Fordítás
- Ez a szócikk részben vagy egészben  a(z)   830 című angol Wikipédia-szócikk ezen változatának fordításán alapul.  Az eredeti cikk szerkesztőit annak laptörténete sorolja fel. Ez a jelzés csupán a megfogalmazás eredetét és a szerzői jogokat jelzi, nem szolgál a cikkben szereplő információk forrásmegjelöléseként.